# 宮原浩二郎
宮原浩二郎（みやはら こうじろう、1956年－）は、日本の社会学者。社会学理論、文化社会学、社会空間への感性的アプローチ（social aesthetics) 。関西学院大学社会学部教授。

## 来歴
東京都生まれ。1978年東京大学法学部卒業、大蔵省に入る。1980年ウィスコンシン大学マディソン校大学院に留学、途中退官、1986年同博士課程修了（MA, PhD in Sociology）。1986年関西学院大学社会学部専任講師、のちに助教授、教授。2002年－05年副学長、2005年－08年災害復興制度研究所長、2010年－12年社会学部長。2024年定年退職、関西学院大学名誉教授。

## 著書

### 単著
- 『貴人論』新曜社 1992
- 『ことばの臨床社会学』ナカニシヤ出版 1998
- 『変身願望』筑摩書房 1999
- 『論力の時代ー言葉の魅力の社会学』勁草書房 2005
- 『ニーチェと現代人』関西学院大学出版会 2021
- 『＜感性的なもの＞への社会学』ミネルヴァ書房 2024

### 共著
- 『社会美学への招待－感性による社会探究』（藤阪新吾と）ミネルヴァ書房 2012

### 編著
- 『変身の社会学』荻野昌弘共編 世界思想社 1997
- 『マンガの社会学』荻野昌弘共編 世界思想社 2001
- 『社会文化理論ガイドブック』大村英昭・名部圭一共編 ナカニシヤ出版 2005

### 翻訳
- I.セレニィ・G.コンラッド『知識人と権力』舩橋晴俊・田仲康博共訳 新曜社 1986
- D.オーウェン『成熟と近代 ニーチェ・ウェーバー・フーコーの系譜学』名部圭一共訳 新曜社 2002

## 参考
- 『現代日本人名録』2002年
- 『貴人論』著者紹介
- 関西学院大学
- 朝日新聞2012年7月25日
- リサーチマップ https://researchmap.jp/read0078631